# Cratere Shevchenko
Shevchenko  è un cratere sulla superficie di Mercurio.